# 트와일라 사프
트와일라 사프(영어: Twyla Tharp, 1941년 7월 1일 ~ )는 미국의 안무가, 댄서이다. 인디애나주 포틀랜드 태생으로 바너드 대학교를 졸업했다. 이름은 트와일라 손버그(Twila Thornburg)에서 따왔다.